# Método Buteyko
El método Buteyko, o técnica Buteyko de respiración, es una forma de medicina alternativa o terapia física que propone el uso de ejercicios respiratorios como tratamiento para el asma y otras enfermedades. El método recibe su nombre del doctor ucraniano Konstantin Buteyko (en ucraniano: Бутейко) (1923-2003) que empezó a formular sus principios en la década de los cincuenta. Se basa en la suposición de que numerosas enfermedades, incluida el asma, están causadas por una hiperventilación crónica. Este método trata de reeducar la frecuencia respiratoria para corregir la hiperventilación y reducir la cantidad de aire inhalado. Además se centra en la respiración nasal, la relajación y la reeducación respiratoria, al introducir y alargar las llamadas “pausas de control” antes de la inhalación. Esta teoría es apoyada por una parte de la comunidad médica debido a las evidencias, tanto en su teoría como en sus aspectos prácticos.
Las investigaciones sobre el uso del método Buteyko se han centrado casi exclusivamente en el tratamiento del asma, habiendo tenido algunos problemas metodológicos. No se han hallado mediciones objetivas que fundamenten la mejora de las funciones pulmonares a partir del uso del método, aunque hay aspectos subjetivos que pueden mostrar un alivio de los síntomas así como mejora en la calidad de vida. Tampoco hay estudios que confirmen la curación de otras enfermedades mediante el uso del método Buteyko.

## Historia
El método Buteyko fue desarrollado originalmente por el doctor Konstantin Buteyko en Rusia. El primer estudio oficial sobre su efectividad en pacientes con asma se realizó en el Instituto Leningrado de Pulmonología en 1968. Doce años después, en abril de 1980, se realizó un segundo estudio en el Instituto de Enfermedades Pediátricas de Moscú que llevó a dictar una orden ministerial (núm. 591) para implementar el método Buteyko en el tratamiento del asma bronquial. Posteriormente, fue introducido en Australia, Nueva Zelanda, Gran Bretaña y Estados Unidos, donde recibió una creciente aceptación. Se puede encontrar abundante literatura sobre la supuesta eficacia del método y sus mejoras en la calidad de vida tanto en publicaciones como en páginas web.

## Teoría
El método está basado en el concepto de que la hiperventilación es la causa oculta de numerosas enfermedades, incluido el asma. Es sabido que la hiperventilación puede contribuir a bajar los niveles de dióxido de carbono en sangre (hipocapnia), con las consiguientes alteraciones del equilibrio ácido-base y de los niveles de oxígeno en la sangre y en los tejidos celulares. Los defensores del método creen que los efectos de la hiperventilación crónica serían aun mayores de lo comúnmente aceptado. Esos efectos incluirían broncoespasmos, alteraciones en la producción de energía celular a través del ciclo de Krebs, y en muchas otras reacciones químicas vitales (homeostasis) que tienen lugar en el cuerpo. El método Buteyko propone la reeducación de los hábitos respiratorios como terapia para corregir la supuesta hiperventilación e hipocapnia, curando los problemas médicos asociados a los mismos.

## Descripción
Aunque existen variaciones en la enseñanza de esta técnica entre los profesores de diferentes países, su principal objetivo, la “normalización” de la respiración, y los tres principios del método, es decir, la respiración nasal, la respiración reducida y la relajación permanecen idénticos.

### La respiración nasal
La técnica Buteyko enfatiza la importancia de la respiración nasal, la cual protege las vías aéreas humedeciendo, calentando y limpiando el aire que entra en los pulmones. El aire que entra por la nariz viaja desde el medio externo hacia los pulmones a través de los senos nasales. Estos realizan un mejor filtrado de las impurezas mientras que su menor diámetro crea un aumento de la presión en los pulmones durante la exhalación, permitiendo a los pulmones tener más tiempo para extraer oxígeno. Cuando el intercambio entre oxígeno y dióxido de carbono es el adecuado, la sangre mantendrá un nivel de pH óptimo. Si se pierde demasiado dióxido de carbono, como ocurre en la respiración bucal, la absorción de oxígeno decrece.
La mayoría de las personas que padecen asma tienen problemas para dormir, siendo esto causado por una mala postura o por la respiración a través de la boca según los conceptos del método y los profesionales que lo imparten. Manteniendo las fosas nasales limpias y alentando una respiración nasal durante el día, los síntomas nocturnos del asma también pueden mejorar. En el caso del ejercicio físico y el deporte, el método recomienda el uso exclusivo de la respiración nasal.

### Ejercicios para reducir el ritmo respiratorio
La esencia del método son los ejercicios para controlar la respiración conscientemente, reduciendo el volumen del aire inhalado. Muchos profesionales se refieren a la técnica como “reeducación de la respiración” y comparan el método como el montar en bicicleta: una vez que se aprende se hace instintivamente y los ejercicios pueden pasar a otra fase, mientras se alivian los síntomas de la enfermedad.
La medida de control usada se llama “pausa de control” (CP), y ha sido definida como la cantidad de tiempo que un individuo puede aguantar la respiración de manera cómoda después de una exhalación normal. Según los profesores del método, con la práctica regular de la respiración reducida los asmáticos pueden aumentar su pausa de control y disminuir su número de pulsaciones al tiempo que decrecen los síntomas del asma.

### Relajación
Tratar los ataques de asma es uno de los factores más importantes en la técnica Buteyko. El primer atisbo de un ataque de asma es perturbador y puede empezar con un breve periodo de respiración agitada. Mediante el control sobre esa fase inicial, los asmáticos pueden evitar un círculo vicioso de sobre-respiración que desarrollaría la espiral hacia el ataque. Esto significa que, según los partidarios del método, se puede evitar el ataque de asma simplemente respirando menos.

## Efectividad
Los partidarios del método Buteyko describen hasta 150 enfermedades, incluida la diabetes, disfunciones reproductivas y trastornos sicológicos, que se ven agravadas por la hiperventilación y la hipocapnia, y por consiguiente pueden ser tratadas usando el método. Sin embargo, los estudios científicos se han centrado casi exclusivamente en el asma, y ocasionalmente en la apnea del sueño. Algunos miembros de la comunidad científica han mostrado cierto escepticismo sobre su eficacia debido principalmente a las «exageradas e insustanciales afirmaciones de los profesionales y entrenadores del método».
Unos pocos estudios cualitativos como “pruebas aleatorias controladas” han tratado de confirmar la eficacia de la reeducación respiratoria sobre el asma, tanto en el método Buteyko como en el yoga y otras técnicas de relajación. Muchos de esos estudios que han evaluado la reeducación respiratoria han mostrado errores significativos, incluyendo la insuficiente cantidad de datos recogidos, la posible preselección de pacientes y tanta variabilidad en el diseño de las muestras que hace difícil establecer conclusiones firmes.
Los resultados de esos estudios han mostrado aspectos subjetivos como la tendencia a aliviar los síntomas del asma y mejorar la calidad de vida por el hecho de reducir el uso de inhaladores. Sin embargo, no se han hallado cambios significativos en las pruebas objetivas habituales para la evaluación del asma y el nivel de dióxido de carbono en sangre.
Basándose en las evidencias, los informes de los expertos han llegado a conclusiones dispares, aunque la mayoría piden investigaciones ulteriores con pruebas de larga duración que impliquen a un mayor número de pacientes. Uno de los informes concluye que no se puede hablar de resultados fiables dada la limitación de los estudios, conclusión a la que también llega el U.S. National Heart, Lung, and Blood Institute Por otra parte, dos estudios más recientes han expresado su apoyo a las técnicas de reeducación respiratoria. Estos últimos destacan que esas técnicas se deben usar conjuntamente con los tratamientos de control habituales, como complemento, aunque parecen afectar poco a los procesos que causan el asma, ya que la importancia de las pruebas no es suficientemente fuerte para establecer conclusiones definitivas. La British Thoracic Society mantiene que el método Buteyko puede considerarse para aliviar los síntomas del asma y ayudar a los pacientes, al tiempo que reconoce la falta de datos y estudios previos que confirmen esas mejoras. Una guía editada por la Global Initiative for Asthma denota que los resultados de los estudios se pueden deber a otras causas, como la relajación, la reducción voluntaria de la medicación y la creciente participación de los pacientes en sus propios tratamientos. Este estudio sugiere que los pacientes que experimentan ansiedad o los que han usado en exceso inhaladores se pueden beneficiar de las técnicas respiratorias como complemento a los tratamientos tradicionales, aunque el coste de aprender esas técnicas con profesores cualificados puede llegar a ser prohibitivo.